# Venta de La Mesilla

Territorio de La Mesilla, repartido entre los actuales estados de Arizona (izquierda) y Nuevo México (derecha).

La venta de La Mesilla (conocida en inglés como Gadsden Purchase, en español Compra de Gadsden) se refiere a un acuerdo en donde la región de 76 845 km² conocida como La Mesilla se vendió a los Estados Unidos en 1854, distribuida entre el actual sur de Arizona y el suroeste de Nuevo México, según un tratado firmado entre el presidente estadounidense Franklin Pierce, que lo firmó el 24 de junio de 1853, y el presidente mexicano Antonio López de Santa Anna, que lo firmó el 30 de diciembre de 1853 y ratificado por el Senado de los Estados Unidos el 25 de abril de 1854. La compra incluyó las tierras al sur del río Gila y al oeste del río Bravo y fue hecha con el propósito de la construcción de un ferrocarril transcontinental a lo largo de la ruta del sur de los Estados Unidos. Solucionó también los problemas fronterizos pendientes después del Tratado de Guadalupe-Hidalgo, que puso fin a la guerra mexicano-estadounidense.
Las empresas sureñas estadounidenses pensaron que un ferrocarril que uniera al Sur con la costa del Pacífico ampliaría las oportunidades de comercio, pero la topografía de la zona sur de la Cesión Mexicana era demasiado montañosa para permitir una ruta directa. Los sureños vieron que, para evitar las montañas, una ruta con un término al sureste necesitaría pasar por el sur, en lo que entonces era territorio mexicano.[cita requerida]
El entonces presidente estadounidense Franklin Pierce, fuertemente influido por el secretario de Guerra Jefferson Davis, vio una oportunidad para adquirir terrenos para el ferrocarril, así como la adquisición de otros importantes territorios del norte de México entre los que figuraban los estados de Sonora, Chihuahua y la península de Baja California, pero en México se opusieron a la venta de todo ese territorio. En los Estados Unidos, el debate sobre el tratado involucró el conflicto sobre la esclavitud, poniendo fin a los avances en la planificación o construcción de un ferrocarril transcontinental antes de la guerra civil estadounidense.
El gobierno de Santa Anna, en apuros económicos, aceptó la venta, que reportó a México 10 millones de dólares(equivalentes a 270 millones de dólares en 2023). Tras la devastadora pérdida de territorio mexicano a manos de EE. UU. en la intervención estadounidense en México (1846-48) y las continuas expediciones militares no autorizadas en la zona dirigidas por el gobernador territorial de Nuevo México y conocido filibustero William Carr Lane, algunos historiadores sostienen que Santa Anna pudo haber calculado que era mejor ceder territorio mediante un tratado y recibir un pago en lugar de que Estados Unidos simplemente se apoderara del territorio.

## Antecedentes

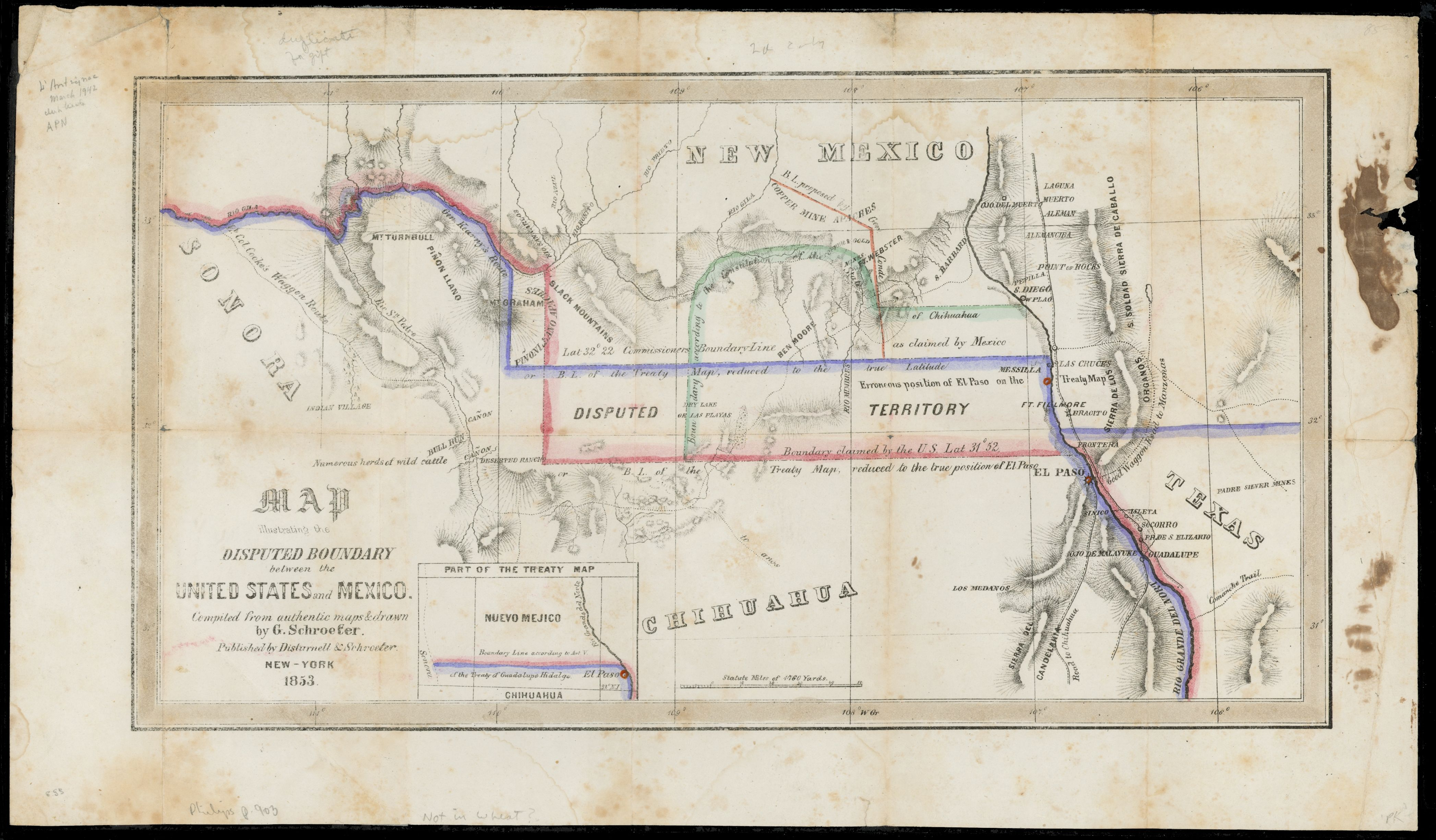
Disturnell & Schroeter, Map Illustrating the Disputed Boundary Between the United States and Mexico, 1853

### Ruta Sur para el Ferrocarril Transcontinental

#### James Gadsden y California
Gadsden había apoyado la crisis de la anulación en 1831. En 1850 abogó por la secesión de Carolina del Sur, cuando California fue admitido en los Estados Unidos como un "estado libre". Gadsden consideraba la esclavitud "una bendición social" y a los abolicionistas "la maldición más grande de la nación”.
Cuando la propuesta de secesión fracasó, Gadsden, en colaboración con su primo Isaac Edward Holmes, un abogado de San Francisco, y el senador estatal de California Thomas Jefferson Green, intentaron dividir California en dos. Se propuso que la mitad sur permitiera la esclavitud. Meses después, Gadsden y 1200 colonos de Carolina del Sur y Florida presentaron una petición a la legislatura de California para obtener la ciudadanía permanente y el permiso para establecer un distrito rural que sería explotado por "no menos de dos mil de sus esclavos africanos". La petición estimuló un debate, pero finalmente fue rechazada en la comisión.

### Tratado de Guadalupe Hidalgo

Mapa de la negociación de la frontera en el tratado de Guadalupe Hidalgo (1848).

El Tratado de Guadalupe Hidalgo puso fin a la guerra mexicano-estadounidense, pero quedaron asuntos que necesitaban ser resueltos para ambas partes como los límites fronterizos del Valle de la Mesilla, la protección para México de los ataques de tribus indias y el derecho de tránsito por el Istmo de Tehuantepec.

#### Valle de la Mesilla
El tratado fue establecido por una comisión mixta formada por un inspector y un comisario de cada país, para determinar el límite definitivo entre los Estados Unidos y México. El tratado especificaba que la frontera del Río Bravo se desviaría al oeste 13 km al norte de El Paso. El tratado se basó en una copia de un mapa de 25 años de antigüedad. Las mediciones revelaron que los límites de El Paso estaban 57 km más al sur y 160 km más al oeste que lo que el mapa enseñaba. México se mostró a favor del mapa, pero los Estados Unidos estaban a favor de las mediciones.
John Bartlett de Rhode Island, el negociador de Estados Unidos, estuvo de acuerdo en que México mantuviera el valle de la Mesilla, a cambio de las Montañas de Santa Rita, las cuales se creía que eran ricas en yacimientos de cobre, plata y oro, que aún no habían sido explotados. Los sureños se opusieron a esto debido a que interfería con los planes del ferrocarril, pero el tratado fue apoyado por el presidente estadounidense Millard Fillmore. Bartlett fue sustituido por Robert Blair Campbell, un político pro-ferrocarril de Alabama que intentó cambiar el tratado. México afirmó que las decisiones de los comisionados anteriores eran válidas y que estaban dispuestos a enviar tropas para hacer cumplir el acuerdo.

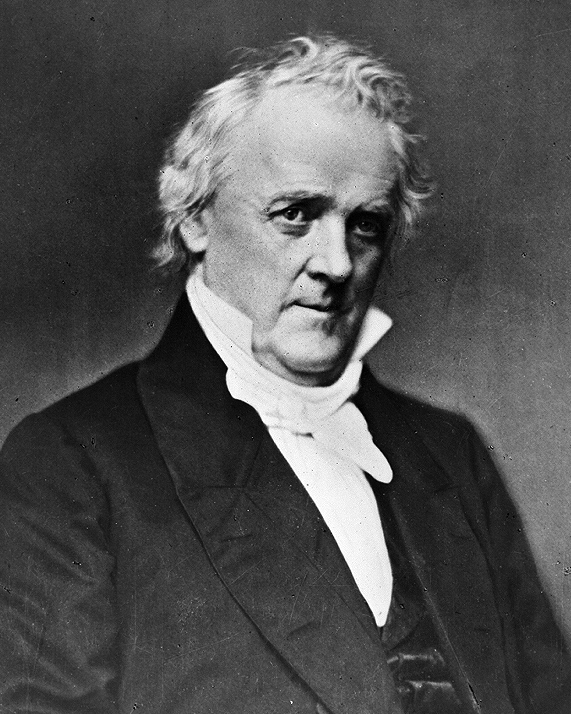
James Buchanan.

#### Incursiones de nativos americanos
El Artículo XI del Tratado de Guadalupe Hidalgo garantizaba que los Estados Unidos protegerían a los mexicanos previniendo el cruce a México de amerindios o nativos americanos que robaban ganado y atacaban a los pueblos. Cuando el tratado fue ratificado, el Secretario de Estado y futuro presidente de Estados Unidos James Buchanan creía que su país tenía la obligación y los recursos para cumplir esa promesa.
En los cinco años posteriores a la aprobación del tratado, los Estados Unidos gastaron 12 millones de dólares tratando de cumplir este acuerdo. El general Winfield Scott estimaba que sería necesaria cinco veces esa cantidad para vigilar la frontera. Los funcionarios mexicanos, frustrados por el fracaso de los Estados Unidos para la aplicación efectiva de su garantía, exigieron la reparación de las pérdidas sufridas por los ciudadanos mexicanos por las incursiones nativas. Los Estados Unidos argumentaron que el tratado no estipulaba ninguna compensación ni garantizaba mayor esfuerzo para proteger a los mexicanos que a los propios estadounidenses. Durante la administración de Fillmore, México solicitó una indemnización de 40 millones de dólares y además se ofreció a permitir que los EE. UU. retiraran el artículo XI del tratado en cambio de 12 millones de dólares extra. Fillmore había propuesto una solución que fue de 10 millones de dólares menos.

#### Istmo de Tehuantepec
Durante las negociaciones del tratado, los estadounidenses no lograron adquirir derecho de exclusividad sobre el istmo de Tehuantepec. La idea de construir un ferrocarril en el área había sido considerada durante mucho tiempo. En 1847 el Presidente de México Antonio López de Santa Anna había vendido los derechos para construir un ferrocarril a través del istmo a un banco británico. El acuerdo incluyó las concesiones de tierras de 480 km de ancho a lo largo del derecho de vía para la colonización y el desarrollo futuros. Esto incrementó los temores de Estados Unidos de la colonización británica en el hemisferio, en violación de los preceptos de la Doctrina Monroe, sin embargo, al momento de la firma del tratado, la venta de la concesión ya estaba hecha.
El Tratado Clayton-Bulwer entre Estados Unidos y Reino Unido que garantizaba la neutralidad en cualquier canal, se firmó en abril de 1850. Los negociadores mexicanos, a pesar de resultar afectados por la firma del tratado que les finalizaba el juego de poner a Estados Unidos y Reino Unido a competir uno contra otro por los derechos del canal, aceptaron el tratado. El Congreso Mexicano se negó a aceptar el tratado.
México vendió la franquicia para la construcción de un canal en el istmo de Tehuantepec, sin la concesión de tierras, a A.G Sloo & Associates en Nueva York por 600 000 $ en marzo de 1853. Sloo contrató a una compañía británica para construir un ferrocarril y buscó un contrato de exclusividad de la nueva administración de Franklin Pierce para entregar el correo de Nueva York a San Francisco.
Posteriormente, durante el gobierno de Benito Juárez, se firmó el Tratado McLane-Ocampo, el cual en la práctica se otorgaba el derecho de exclusividad sobre el istmo de Tehuantepec a los Estados Unidos. Sin embargo, dicho tratado nunca entró en vigor al no ser aprobado por el Senado de los Estados Unidos.

## Gadsden y Santa Anna

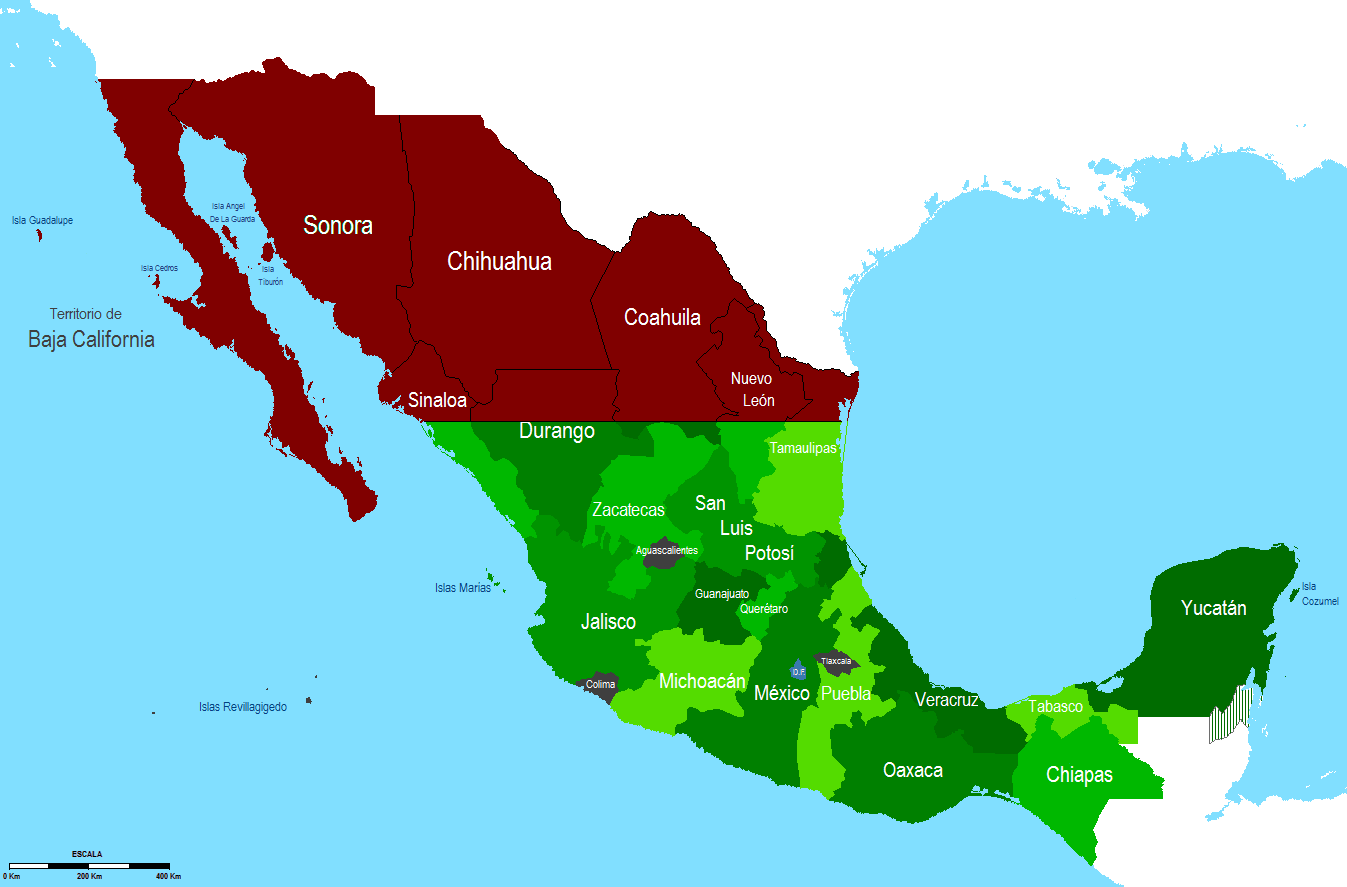
Mapa de México en 1853. En rojo, el territorio que comprendía la oferta inicial de compra ofrecida por Gadsden a Santa Anna.

El 21 de marzo de 1853, se firmó en México un tratado que protegía la concesión a Sloo. Al mismo tiempo que este tratado fue recibido en Washington, Franklin Pierce se enteró de que el gobernador del Territorio de Nuevo México William C. Lane había emitido una proclama reclamando el Valle de Mesilla, como parte de Nuevo México, dando lugar a protestas del gobierno de México. Pierce también era consciente de la presión de Francia, a través de su cónsul en San Francisco, para adquirir el estado mexicano de Sonora.
Pierce reemplazó a Lane por David Meriwether. Meriwether recibió la orden de permanecer fuera del Valle de Mesilla hasta que las negociaciones con México estuvieran concluidas. Pierce también nombró a James Gadsden a negociar con México sobre la adquisición de territorio adicional.
México estaba pasando por una agitación política y financiera. En el proceso, Santa Anna había vuelto al poder. Santa Anna estaba dispuesto a negociar porque necesitaba dinero para reconstruir las fuerzas armadas para defenderse de los Estados Unidos. Gadsden se dio cuenta de que Santa Anna necesitaba dinero y pasó esta información a su gobierno. Pierce autorizó a Gadsden ofrecer $50 millones de dólares por la cesión de Sonora, Chihuahua, Coahuila y parte de Nuevo León, Tamaulipas, Sinaloa, Durango y toda la extensión de Baja California, específicamente, todo el territorio mexicano hasta el paralelo 25, pero desde un principio Santa Anna rechazó vender nada más que el valle de La Mesilla. Durante estas negociaciones, William Walker, en el norte, proclamaba la República de Baja California y Sonora. [cita requerida]

### Ratificación
Pierce y su gabinete comenzaron a debatir el tratado, aunque decepcionados por la cantidad de territorio garantizado y algunos de los términos. Después de examinar la cuestión, se presentó al Senado el 10 de febrero que lo ratificó el 25 de abril de 1854.
El tratado llegó al Senado que estaba centrado en el debate sobre la Ley de Kansas y Nebraska. El 17 de abril, después de mucho debate, el Senado votó por 27 votos contra 18 a favor del tratado, tres votos por debajo de los dos tercios necesarios requeridos para la aprobación.
Algunos puntos del tratado fueron:
- Protección de la concesión.
- Se le requería a México "proteger con todo su poder el procesamiento, la preservación, y la seguridad del trabajo en el canal".
- La reducción de 23 000 km² de territorio a ser adquirido (la parte alta de Chihuahua) y bajar el precio de pago de 15 a 10 millones de dólares.

Esta versión del tratado fue aprobada por una votación de 33 contra 12. La reducción en el territorio fue una disposición de los senadores del norte, que se opusieron a la adquisición de territorio esclavista adicional. Gadsden envió el tratado revisado de nuevo a Santa Anna, quien aceptó los cambios.

### Controversia posterior a la ratificación
Nadie quedó contento con ese tratado. El pueblo mexicano se opuso a tales límites, así como lo hicieron los Senadores del norte de EE. UU. que lo veían como adquisición de más territorio esclavista. Incluso la venta de una franja relativamente pequeña de tierra enfureció al pueblo mexicano, que vio las acciones de Santa Anna como una traición a su país y sumado a esto, el pueblo mexicano observó con asombro el despilfarro de los fondos generados por la compra. El pueblo mexicano, que siempre había sospechado que Santa Anna deliberadamente contribuyó a la derrota de México en la guerra contra Estados Unidos, enfureció con la venta de más de su territorio, como consecuencia se dio el pronunciamiento del Plan de Ayutla, que marcó definitivamente el fin de la carrera política de Santa Anna. Historiadores mexicanos contemporáneos siguen considerando que el acuerdo ha definido de forma negativa la relación Estados Unidos-México.
En los años siguientes, otras modificaciones de la frontera de EE. UU. con México fueron la redistribución territorial de El Chamizal en 1963 (ganancia neta para México de 1,77 km²) y la entrega por parte de EE. UU. de la localidad de Río Rico a México en 1977 (ganancia para México de 1,67 km²).

## Nueva oferta de compra

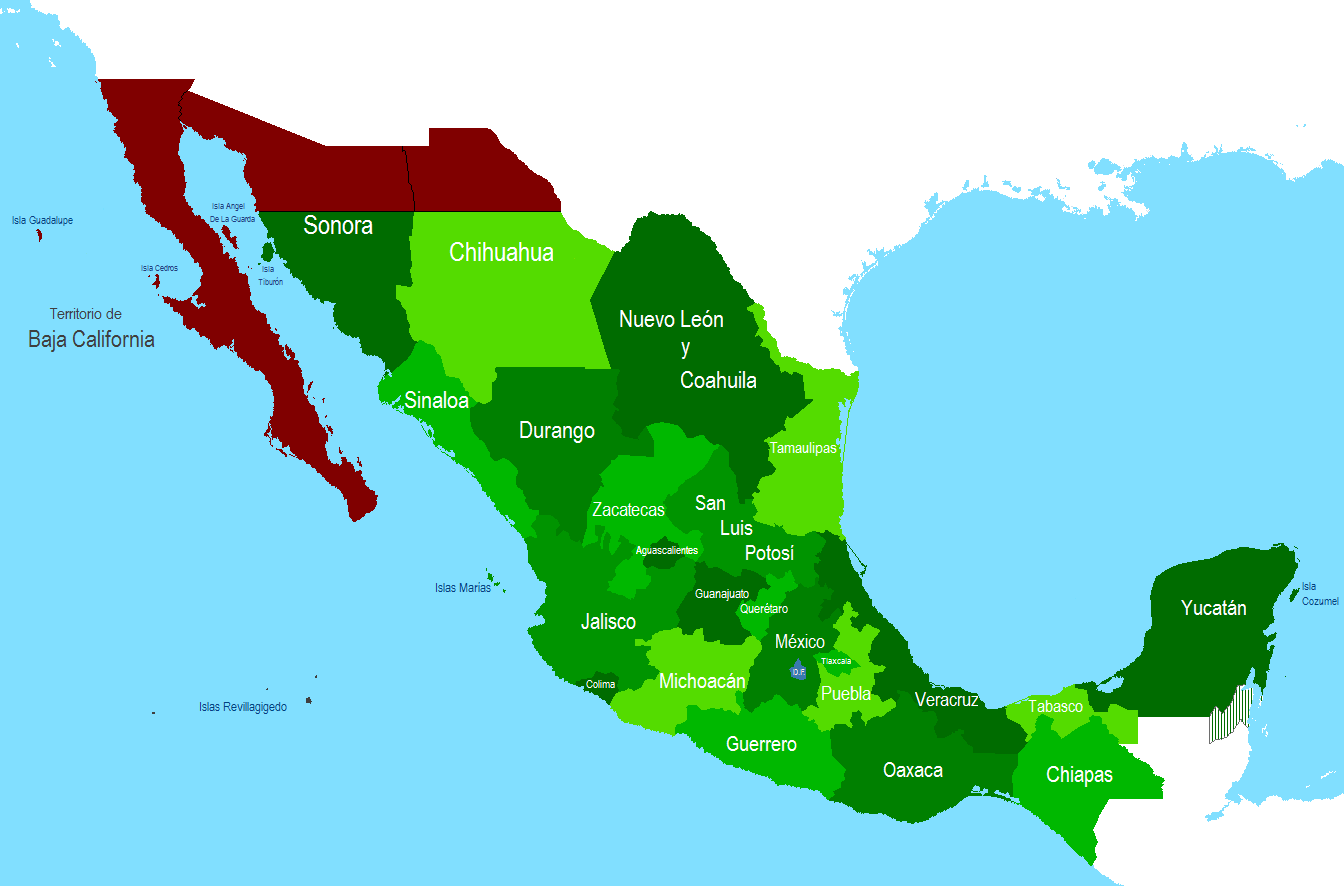
Mapa de México en 1857. En rojo, el territorio que pretendía comprar James Buchanan.

El 4 de marzo de 1857 James Buchanan asumió el cargo de presidente de los Estados Unidos. Buchanan informó sus proyectos a John Forsyth, embajador estadounidense en la Ciudad de México. En 1857 le envió instrucciones para comprar la península de Baja California y parte del territorio de Sonora y Chihuahua, hasta el paralelo 30°. Por ellos podría pagar cuando mucho 15 millones de dólares. Debía tratar de conseguir el área completa que se le indicaba; si no lo lograba, podía conformarse con una región. Por Sonora y Chihuahua pagaría hasta diez millones de dólares, por Baja California, cinco.[cita requerida]
El secretario de Estado Lewis Cass, dio a Forsyth sugerencias sobre cómo podría convencer al presidente Ignacio Comonfort para que accediese a sus propuestas. Debía explicarle que las tres provincias en discusión estaban muy lejos de su capital, que los indios bárbaros ocupaban una gran extensión de Sonora y Chihuahua y que si permitían que los Estados Unidos lograsen sus propósitos, eliminarían el peligro indígena y asegurarían el resto de sus provincias. La oferta categóricamente fue rechazada.
El 21 de enero de 1858 Benito Juárez se convirtió en presidente de México.
En su mensaje anual al Congreso el 6 de diciembre de 1858, el presidente Buchanan manifestó su preocupación por el estado de "violencia y anarquía" que prevalecía en México y por las depredaciones de indios hostiles que recorrían impunemente el noroeste de México y el suroeste de los Estados Unidos. Declaró que era de suma importancia que una cadena de poblaciones se extendiese a lo largo de la frontera, con suficientes habitantes como para defenderse a sí mismos y al correo de California, recientemente establecido. Para remedio de estos males, el presidente recomendó seriamente al Congreso "que el gobierno de los Estados Unidos asuma un protectorado temporal sobre las porciones al norte de Chihuahua y Sonora y establezca puestos militares en ellas.
Buchanan envió a Veracruz, sede del gobierno liberal de Juárez, a William B. Churchwell, un agente confidencial del Departamento de Estado, con la misión de sondear el terreno. Debía ponerse al habla con el gobierno liberal, en busca de bases para el entendimiento previo al reconocimiento oficial.
Churchwell envió a su presidente el 22 de febrero de 1859, un mensaje en el que apoyaba el reconocimiento de Benito Juárez y en el que se indicaba la disposición de los liberales a negociar, inclusive sobre la base de una cesión de Baja California y de los derechos de tránsito a perpetuidad a través del Istmo de Tehuantepec y de otras rutas del río Bravo a Mazatlán y Guaymas. Buchanan resolvió el reconocimiento, aunque condicionado. El 7 de marzo llamó al Departamento de Estado a Robert McLane, senador por Maryland, para comunicarle su designación como ministro de los Estados Unidos en México y proporcionarle una serie de poco claras instrucciones. En efecto, se dejaba a su arbitrio el problema del reconocimiento e incluso abierta la posibilidad de continuar su viaje hasta la capital para otorgarlo a los conservadores de Miguel Miramón, si Juárez no se plegaba a las exigencias de la Casa Blanca, es decir, a aceptar el memorando Churchwell-Ocampo que después fue conocido como Tratado McLane-Ocampo.
Los liberales se vieron en un aprieto. Si bien deseaban fervientemente el reconocimiento de los Estados Unidos, no tenían el menor interés en ceder Baja California o en otorgar privilegios excesivos en relación con las rutas de tránsito que se pretendían. Durante varias semanas, Ocampo dio largas a McLane. Finalmente, la creciente debilidad de Miramón le permitió ofrecer al senador de Maryland una gran amistad y manifestarle su deseo de arreglar en forma satisfactoria los problemas entre los dos países. Pero nada más. El cambio en el frente doméstico mexicano resolvió a McLane. Sin presionar más sobre la cuestión de las ofertas hechas a Churchwell, el 6 de abril de 1859 extendió el reconocimiento de los Estados Unidos a Juárez, y al siguiente día fue recibido oficialmente por el presidente.

### Tratado McLane-Ocampo
El Tratado McLane-Ocampo fue firmado por el gobierno liberal de Benito Juárez en diciembre de 1859. Y aunque no se vendía absolutamente ninguna porción de territorio, los Estados Unidos obtenían el derecho de tránsito a perpetuidad por el Istmo de Tehuantepec y por dos rutas a través del norte de México: de Nogales a Guaymas y de un punto del río Bravo en Tamaulipas a Mazatlán, pasando por Monterrey, Saltillo y Durango. A cambio, el gobierno de Juárez recibiría 4 millones de pesos. Sin embargo, México mantenía su soberanía sobre los tres pasos y soberanamente podía modificar el tratado. Es decir, el término "perpetuidad" no significaba para siempre, sino sin fecha de terminación definida como pasaría años después con el Canal de Panamá.
A pesar de esto último, el periódico The Times de Londres dedicó al tratado McLane-Ocampo un amplio comentario y afirmó que "si el Tratado [...] llega a ratificarse definitivamente, México desde este momento pasará virtualmente al dominio estadounidense". Afortunadamente para México, el Senado estadounidense, dividido por el problema de la esclavitud, lo rechazó en mayo de 1860.

## Rentabilidad para EE.UU.
En 1969, el geólogo estadounidense Harold L. James afirmó lo siguiente sobre la Gadsden Purchase (la Compra de Gadsden, denominación en inglés de la Venta de La Mesilla): "Aunque la controversia sobre los límites no enseñó ninguna lección ni impartió ninguna sabiduría, sí condujo a la compra de una franja de territorio extremadamente valiosa que se ha amortizado con creces en recursos minerales y agrícolas posteriores. A pesar de la comedia de errores, caos y malentendidos, el suroeste [de EE.UU.] debe estar agradecido".
Sin embargo, el economista estadounidense David R. Barker estimó en 2009 que la compra probablemente no fue rentable para el gobierno federal de los Estados Unidos. Al afirmar que "los relatos históricos actuales dan por sentado que la compra ha sido una bendición para los Estados Unidos", calculó que la región produce pocos ingresos fiscales; la mayoría de las minas están en reservas indígenas que reciben todas las regalías. El gobierno federal gastó una gran cantidad de dinero durante el siglo XIX para defender el territorio de los apaches, una cantidad que no habría sido necesaria sin la compra.